# Woodipora
Espèce
Woodipora est un genre fossile de bryozoaires de la famille des Onychocellidae. 

## Liste d’espèces
Selon le site bryozoa.net :
- Woodipora aggaraensis Abbas & El-Senoussi, 1979
- Woodipora columnaris Voigt, 1930
- Woodipora disparilis (d'Orbigny, 1852)
- Woodipora holostoma (Wood, 1844)
- Woodipora rhomboidalis (Hennig, 1892)